# Procol Harum
Procol Harum var en brittisk musikgrupp bildad 1967. Procol Harum brukar räknas till den progressiva rocken. Deras texter är ofta mörka, djupa och filosofiska, musikaliskt drar de åt både bluesinfluerad rock och symfonirock. Mest känd är gruppen för låten "A Whiter Shade of Pale".

## Historia
Historien om gruppen börjar i det tidiga 1960-talet i Southend-on-Sea i England. Där bildades gruppen The Paramounts där de framtida Procol Harum-medlemmarna Gary Brooker (piano, sång), Robin Trower (gitarr), B.J.  Wilson (trummor) och Chris Copping (basgitarr) ingick. Gruppen nådde måttlig framgång med covers på amerikanska R&B-hits, men upplöstes 1966.
Brooker träffade textförfattaren Keith Reid och de började skriva låtar tillsammans 1967. Samtidigt letade Brooker efter musiker som kunde framföra materialet.
Procol Harum fick skivkontrakt på etiketten Deram (ägt av skivbolaget Decca) och började spela in material våren 1967. Gruppen bestod då av Gary Brooker (sång och piano), Ray Royer (gitarr), Matthew Fisher (orgel),  David Knights (basgitarr) och Bobby Harrison (trummor). På genombrottssingeln "A Whiter Shade of Pale" är det dock sessionsmusikern Bill Eyden som spelar trummor. "A Whiter Shade of Pale", med sin surrealistiska text och sitt barock-inspirerade, mörka orgelsound, släpptes i maj 1967 och blev snabbt en världssuccé. Under våren och den tidiga sommaren toppade låten listorna i flera veckor i bland annat Storbritannien, Tyskland, Norge, Australien och Irland. I USA låg den som bäst nummer 5 på USA Hot 100.
Kort efter genombrottet blev Royer och Harrison ersatta av Trower och Wilson, båda från The Paramounts. Trower och Wilson spelar på den uppföljande singeln "Homburg".
Bandets allra första utlandsturné gick bland annat till Sverige. Den andra spelningen utanför Storbritannien var på Liseberg i Göteborg den 27 augusti 1967. Den 31 augusti spelade de på Gröna Lund i Stockholm. Procol Harums första album hade då ännu inte kommit ut. Det spelades in mellan singlarna och släpptes i december 1967. Det blev en stor kritikerframgång, men inte den publiksuccé som man kunde väntat sig. Ett skäl torde ha varit den långa fördröjningen. Ett annat att varken jättehiten och genombrottslåten "A Whiter Shade of Pale" eller uppföljaren "Homburg" fanns med på utgåvan i Storbritannien. ("A Whiter Shade of Pale" fanns dock med på den amerikanska utgåvan.)
Gruppens andra album, Shine on Brightly, blev heller ingen framgång i hemlandet, men tog sig upp på Billboard-listans tjugofjärde plats i USA. I mars 1969 släppte gruppen sitt tredje album, A Salty Dog. Albumet, med havet och sjömän som tema, räknas ofta till deras bästa och mest fulländade. Det blev en hyfsat stor framgång i USA, och deras första album på listorna i Storbritannien. Kort efter att albumet gavs ut lämnade dock basisten David Knights och organisten Matthew Fisher gruppen. Chris Copping, som även han tidigare varit med i The Paramounts som basist, tog över Knights plats. Man tog inte in någon ny organist, även om Copping ibland spelade orgel. Efter albumet Broken Barricades lämnade Robin Trower gruppen och ersattes av Dave Ball. Samtidigt tog Alan Cartwright över på basgitarr och Copping blev "heltidsorganist".
1972 gav Procol Harum ut albumet Live with The Edmonton Symphony Orchestra, som blev en oväntad succé och ett av de mest framgångsrika symfoniska rockalbumen. Efter ett antal studioalbum, och en engelsk hitsingel med låten "Pandora's Box" 1975, beslöt gruppen att upplösas 1977. Brooker inledde en solokarriär och släppte fyra album utan att få någon större försäljningsframgång.
1990 dog trummisen Barrie Wilson. Året därpå återförenades gruppen för ett nytt studioalbum. Förutom Gary Brooker var både Fisher och Trower med igen. Gruppen turnerade av och till efter återföreningen och flera liveinspelningar har givits ut på CD, DVD och som nedladdningsbart album. 2003 kom ett nytt studioalbum. Deras sista album, Novum från 2018, är det första där Keith Reid inte medverkar som textförfattare. Gary Brooker var då den ende originalmedlemmen som fortfarande var med i Procol Harum. Brooker avled 2022. Reid avled 2023.
Fisher lämnade Procol Harum 2004, i samband med att han gick till domstol för att hävda sin del av upphovsrätten till genombrottshiten "A Whiter Shade of Pale".

## Diskografi
- Procol Harum (1967)
- Shine on Brightly (1968)
- A Salty Dog (1969)
- Home (1970)
- Broken Barricades (1971)
- Procol Harum Live In Concert with the Edmonton Symphony Orchestra (1972) (live)
- Grand Hotel (1973)
- Exotic Birds and Fruit (1974)
- Procol's Ninth (1975)
- Something Magic (1977)
- The Prodigal Stranger (1991)
- The Long Goodbye (1995) (nya versioner av gammalt material med symfoniorkester och gästsångare)
- One More Time: Live in Utrecht, Netherlands (1999) (live)
- The Well's On Fire (2003)
- Pilgrim's Progress (2003) (live)
- In Concert With the Danish National Concert Orchestra and Choir (2009) (live)
- Novum (2017)

## DVD-inspelningar
- 1999 The Best of Musikladen Live
- 2002 Live
- 2004 Live at the Union Chapel.
- 2009 Procol Harum: In Concert with the Danish National Concert Orchestra & Choir